# Escuela de Guerra del Ejército de los Estados Unidos
La Escuela de Guerra del Ejército de los Estados Unidos (en inglés: United States Army War College, USAWC) es una institución educativa del ejército estadounidense en Carlisle, Pensilvania, en el campus de 500 acres (2 km2) del histórico Carlisle Barracks. Proporciona instrucción de nivel de posgrado a oficiales militares y civiles de alto rango para prepararlos para asignaciones y responsabilidades de liderazgo superior. Cada año, una junta considera la admisión de varios coroneles y tenientes coroneles del ejército. Aproximadamente 800 estudiantes asisten al mismo tiempo, la mitad en un programa de aprendizaje a distancia de dos años de duración y la otra mitad en un programa residente de tiempo completo en el campus que dura diez meses. Al finalizar, la universidad otorga a sus graduados una maestría en Estudios Estratégicos.
La Escuela de Guerra del Ejército es una institución con funciones divididas. Se pone énfasis en la investigación y los estudiantes también reciben instrucción en liderazgo, estrategia y operaciones internacionales/de servicio conjunto. Es una de las escuelas superiores de servicio, incluida la Escuela de Guerra Naval y la Escuela de Guerra Aérea de la USAF. Además, el Departamento de Defensa de los Estados Unidos gestiona la Escuela Nacional de Guerra.

## Instituto de Operaciones de Estabilidad y Mantenimiento de la Paz
El Instituto de Operaciones de Estabilidad y Mantenimiento de la Paz (PKSOI por las siglas de Peacekeeping and Stability Operations Institute) tiene su sede en la Escuela de Guerra. La misión de este instituto es servir de centro de excelencia para las operaciones de paz y de estabilidad, tanto a escala estratégica como operativa, con la finalidad de mejorar las capacidades y la ejecución militares, de agencias civiles, internacionales y multinacionales. No debe confundirse con el Instituto de Paz de los Estados Unidos (United States Institute of Peace), que es una entidad diferente.